# Pieter Bottens
Pieter Bottens (Kortrijk, 31 juli 1635 of 1637 – Brugge, 14 oktober 1717) of Pater Fulgentius was een Zuid-Nederlands minderbroeder en auteur van talrijke volkse religieuze werken.

## Levensloop
Bottens was een zoon van Pieter Bottens en Catherine Stone. Hij trad in bij de Brugse minderbroeders.
Hij werd een actieve auteur van volkse religieuze boeken, in de mystieke traditie, die vaak verschillende herdrukken kenden.

## Publicaties
- Kort ende waerachtigh verhael van de gevanghenissen, lyden ende dood der salige martelaren van Gorcum, 1676.
- Serafynsche oeffeningen, seer profytigh voor alle godvruchtige persoonen, 1678.
- Algemeyne toevlugt in allen noodt, 1682.
- Kort begryp van den oorsprongh, oeffeninghe, regels, etc, voor een seer devoot broederschap, 1685.
- Corte en soete inleidinghe tot einde in het goddelick ende minnelick Herte van den Heere Jesus, 1685.
- Het goddelick Herte ofte woonste Godts in het Herte, 1685.
- Het leven van S. Isabelle, 1693.
- Korte en veel inhoudende reghelen der volmaectheit, 1696.
- Gheestelicken Catechismus van den wegh der Liefde Godts, 1708.